# The Latest Plague
The Latest Plague (2006) är den första singeln från musikgruppen From First To Last's andra studioalbum, Heroine. Producerad av Ross Robinson. Musikvideon spelades in i Skellefteå, Sverige. Aktörerna rekryterades från lokalbefolkningen.